# پال فورد
پال فورد (انگلیسی: Paul Ford؛ ۲ نوامبر ۱۹۰۱ – ۱۲ آوریل ۱۹۷۶) یک هنرپیشه اهل ایالات متحده آمریکا بود. وی بین سال‌های ۱۹۴۵ تا ۱۹۷۴ میلادی فعالیت می‌کرد.

## گزیده فیلمشناسی
از فیلم‌ها یا برنامه‌های تلویزیونی که وی در آن نقش داشته‌است می‌توان به آثار زیر اشاره کرد.
- تمام مردان شاه (فیلم ۱۹۴۹) (۱۹۴۹)
- کوچیکه از تگزاس (۱۹۵۰)
- مرد موسیقی (فیلم ۱۹۶۲) (۱۹۶۲)
- دنیای دیوانه، دیوانه، دیوانه، دیوانه (۱۹۶۳)
- روس‌ها می‌آیند، روس‌ها می‌آیند (۱۹۶۶)
- کمدین‌ها (فیلم ۱۹۶۷) (۱۹۶۷)